# Reserve-Polizei-Bataillon 61
Das Reserve-Polizei-Bataillon 61, anfangs Polizei-Bataillon 61, war eine militärische Einheit der NS-Ordnungspolizei im Zweiten Weltkrieg. Die Einheit wurde unter anderem in polnischen Gebieten eingesetzt und war an Kriegsverbrechen beteiligt, deren Aufklärung nicht vollständig erfolgte.

## Geschichte

### Aufstellung
Ab Anfang September 1939, kurz nach dem Überfall auf Polen, waren zwischen dem Vertreter des Oberkommando des Heeres (OKH), Oberst Eduard Wagner, und dem Generalmajor der Ordnungspolizei Adolf von Bomhard Verhandlungen zur Abstellung von Ordnungspolizeieinheiten für den Kampf an der Front begonnen worden. Am 5. September 1939 machte das Hauptamt Ordnungspolizei weitere Zusagen zur Bildung von Polizeieinheiten und bereitete die Verlegung von Hamburg, Münster und München aus an die Ostfront vor. Aus Dortmund wurde das I./Polizeibataillon 4 für den Transport an die Ostfront vorgesehen. Diese Einheit erhielt einen Tag später als Polizei-Bataillon 61 den Marschbefehl. Ende August 1939/Anfang September 1939 waren bereits Kompanien von Polizeibataillonen an die deutsch-polnische Grenze und anderen Regionen, wie Oberschlesien, verlegt worden.
Das Bataillon als motorisierte Einheit bestand zunächst aus vier Kompanien, wobei die 1. Hundertschaft der Bereitschaftspolizei Dortmund die 1. und 2. Kompanie und die 1. Polizei-Hundertschaft Recklinghausen die 3. und später die 4. Kompanie bildete. Die 3. Kompanie war zum größten Teil durch österreichische Polizisten gebildet worden.
Eine Vielzahl der jungen Polizisten hatte bereits Militärdienst abgeleistet und war bei Ausbildungseinheiten in Österreich, im Sudetenland, in Böhmen und Mähren in der Bekämpfung „staats- und volksfeindlicher Bestrebungen“ ausgebildet worden. Ergänzt werden musste das Personal durch freiwillig gemeldete Reservisten, sodass von den ca. 600 Mann die Hälfte Reservisten waren. Die regulären ehemaligen Polizeibeamte hatten vor der Einberufung hauptsächlich Revierdienst abgeleistet. Das Bataillon hatte die Nummer 61 erhalten, um durch die 6 die Zugehörigkeit zum Wehrkreis VI auszudrücken. Der Hauptanteil der Personen des Bataillons war den ab Mitte 1940 vier Kompanien zugeordnet, welche durch einen Oberleutnant oder Hauptmann geführt wurden. In einer Kompanie waren vier bis fünf Offiziere, 25 Unterführer und bis zu 120 Polizisten im Mannschaftsdienstgrad organisiert. Dies galt zunächst für die ersten drei Kompanien, die später aufgestellte vierte Kompanie war als sogenannte schwere Kompanie mit einer eingeschränkten Mannschaftsstärke aufgestellt. Später erfolgten die Beförderungen in der Schutzpolizei meist analog auch in der SS. Bei 115 Personen des Bataillons waren in den Personalunterlagen bei 35 % eine Mitgliedschaft in der NSDAP und bei über 17 % in der SS angegeben. Bei 13 Offiziere des Bataillons waren neun in der NSDAP und zehn in der SS. In einer jüngeren Studie nennt Jan Hendrik Issinger einen Anteil von 28,8 Prozent der Angehörigen des Bataillons als Mitglieder der NSDAP und 8,2 Prozent der SS, 28 Prozent waren in der NSV. Die Reservisten hatten in der Regel 8 Jahre Volksschule besucht, anschließend eine Lehre absolviert und waren bei der Rekrutierung 1939 durchschnittlich 34 Jahre alt (Jahrgang 1905). Die meisten waren verheiratet und hatten Kinder.
Das Reserve-Polizei-Bataillon 61 wurde erst nachträglich zu den anderen Polizeibataillonen mobilisiert, welche schon Ende August zu Polizeigruppen zusammengefasst wurden. Das Bataillon wurde der Polizeigruppe 4 z. b. V. beim Militärbefehlshaber Posen, General der Artillerie Alfred von Vollard-Bockelberg, unterstellt. So entstanden sechs Polizeigruppen, wobei nur die Polizeigruppe 4 z. b. V. keinem Armeeoberkommando (AOK) zugeordnet war.

### Einsätze
Das Reserve-Polizei-Bataillon 61 kam am 8. September 1939 nach Schwiebus und Neu Bentschen. Die 3. Kompanie unter Hauptmann Hans Kärgel führte drei Tage später um Punitz eine Aktion gegen vermeintliche polnische Freischärler durch. Aufgrund der dabei „bewiesenen Tapferkeit“ und der „Säuberung“ – gemeint waren Erschießungen – von polnischen „Banden“ wurde er 1941 zum Major der Schutzpolizei befördert. Ebenso war Kärgel mit der 3. Kompanie kurze Zeit später an einer „Säuberungsaktion“ im Raum um Posen, wohin das Bataillon im April 1940 entsandt worden war, beteiligt.
Am 15. September 1939 wurde durch die 3. Kompanie im Verbund mit dem Infanterie-Regiment 148 das Dorf Steszewice „gesäubert“, wobei 62 sogenannte „Heckenschützen“ gefangen genommen wurden. Ein Tag später nahm die 3. Kompanie an einer Sperre ca. 1.000 polnische Personen gefangen und übergab sie dem Infanterie-Regiment 148. Es folgte die Exekution von 90 Polen in Szcroda durch die 1. Kompanie und von ca. 20 Polen in Schrimm durch die 3. Kompanie. Zu dieser Zeit war es bei den Standgerichten der Wehrmacht eingesetzt und führte in diesem Rahmen auch Exekutionen durch. Ab Ende September 1939 wurden den Polizeieinheiten erlaubt, selber Standgerichte einzurichten. Der Vorsitz des Standgerichts des Bataillons wechselte zwischen Major Dederky und Major Nord.
Mitte Oktober 1939 führte ein Teil des Bataillons mit Unterstellung von Gendarmerieeinheiten aus Posen und zweier Wehrmachtkompanien unter der Führung vom Major Dederky im Raum zwischen Dopiewo und Stenschewo eine sogenannte Untersuchung durch. Im Auftrag der Wehrmacht wurden dabei durch Angehörige des Bataillons Exekutionen durchgeführt.
Für Ende Oktober des Jahres wurde als Vergeltungsaktion für 100 „bestialisch ermordete Volksdeutsche“ 183 polnische Menschen standrechtlich verurteilt und „von der Polizei“ erschossen. Bis Ende Oktober 1939 dauerte die Unterstellung unter die Wehrmacht, wobei der Vorgesetzte des Bataillons der Generalmajor der Polizei Oskar Knofe war. Von Oktober 1939 bis Juni 1940 war das Bataillon hauptverantwortlich bei der Vertreibung von über 77.000 Menschen aus dem Warthegau eingesetzt. Hierbei wurden die Menschen aus ihren Wohnungen geholt und mussten den Großteil ihres Besitzes zurücklassen. Es kam auch zu Erschießungen. Im Dezember 1939 wurde durch die 2. Kompanie des Bataillons bei Leslau ein Bereich geräumt, der vermeintlich von Asozialen bewohnt waren. Diese wurden anschließend abgeschoben und die Wohnhäuser durch die 2. Kompanie abgebrannt, wobei wieder Erschießungen durchgeführt wurden. Das gleiche Vorgehen erfolgte später im Bereich von Posen. In dieser Zeit war das Bataillon auch für die Durchführung von Erschießungen polnischer Einwohner, die im Rahmen von Polizeigerichten angeordnet wurden, verantwortlich. Es wurden bis Jahresende Erschießungen u. a. im Raum um Schroda, mehrfach um Kalisch, Posen, Schrimm, Jarotschin, Gostyn und Ostrowo durchgeführt. In Kalisch wurde dabei die jüdische Bevölkerung deportiert und zur Zwangsarbeit gezwungen.
Anfang Juni 1940 wurde das Bataillon zurück nach Dortmund verlegt. Die 4. Kompanie des Bataillons wurde aufgestellt. Ab Juli 1941 stand das Bataillon zum Luftschutzeinsatz zur Verfügung des Polizeipräsidenten Münster.
Später war das Bataillon u. a. für die Bewachung des Warschauer Ghettos eingeteilt. Es kam zu willkürlichen Erschießungen und zu regelrechten Jagden auf die Bewohner, die geradezu in Wettbewerbe um die meisten Exekutionen mündeten. Ein Polizist brüstete sich mit 200 Erschießungen, ein anderer wurde als „Schützenkönig“ gefeiert. Ein Angehöriger der 1. Kompanie erschoss bei einer Kontrolle einen Juden, der bereits durch einen anderen Polizisten kontrolliert worden war. Für die Erschießung eines Juden wurde Sonderurlaub gewährt; Beamte, die sich weigerten, an Erschießungen teilzunehmen, wurden durch Beschimpfungen, Urlaubssperren und Einteilung zu Wachdiensten an Sonntagen sanktioniert. Jede Kompanie des Bataillons war an den wahllosen Erschießungen beteiligt. Nachdem ein Zugführer des 3. Zuges einen Einspruch gegen die Besetzung von besonders schießwütigen Polizisten für den Wachdienst formuliert hatte, wurden diese in Abstimmung zwischen dem Hauptwachtmeister des Bataillons und dem Kompaniechef Mehr weiterhin für den Wachdienst eingeteilt.
Als im Februar 1942 der Kommandeur Dederky zum Oberstleutnant der Schutzpolizei befördert wurde, erhielt er für die Führung des Bataillons eine positive Bewertung, die auf seiner persönliche Leitung bei den Einsätzen beruhte.
Auch außerhalb des Ghettos wurden Erschießungen durch das Bataillon durchgeführt. Die 2. Kompanie tötete Ende Mai 1942 224 Polen und Anfang des nächsten Monats noch mal 24 Polen. Als Ende Juni 1942 ein Angehöriger der 1. Kompanie in Warschau angegriffen worden war, verlangte Mehr eine Vergeltung. Daraufhin wurden über 100 Juden erschossen.
Nachdem Kommandeur Dederky Anfang Oktober 1942 seinen Posten verlassen hatte, wurde mit Major der Schutzpolizei Richard Perling (* 1894) ein bereits durch ein Feldgericht verurteilter Offizier Kommandeur des Bataillons. Perling war 1939/1940 durch unterschiedliche Vergehen wie Bestechung, Erpressung und Fahren unter Alkoholeinfluss aufgefallen. Anfang November 1941 war er durch ein Feldurteil zu sieben Monaten Haft verurteilt, aber seine Strafe später zu sechs Wochen Arrest heruntergestuft worden. Der Rest der Strafe wurde erlassen, da er zu einer Fronteinheit versetzt wurde. Es bestand auch die Überlegung, ihn in den Ruhestand zu versetzen, er wurde aber Kommandeur des Reserve-Polizei-Bataillons 61. Dort wurde Perling in seiner Position mehrfach ausgezeichnet und auch als stellvertretender Regimentskommandeur eingesetzt. Ebenso wurde er 1944 zur Beförderung zum Oberstleutnant vorgeschlagen. Auch über den Führer der 1. Kompanie, Erich Mehr, gibt es Berichte, die ihm u. a. Trunkenheit im Dienst und schwere Misshandlung von Aufgegriffenen zusprechen. Mehr, im Zivilleben Klempner, war auch Gerichtsoffizier und charakterisierte sich als „Judenfeind Nr. 1“. Es ist dokumentiert, dass Mehr zu illegalen Gewalttaten anstachelte und seine Kompanie auch in eigenmächtiger Exekution führte.
Für die Zeit von Januar bis Oktober 1942 erschoss das Bataillon im Warschauer Ghetto ca. 1000 Juden und weitere über 100 Warschauer Juden. Es besteht daher kaum ein Zweifel, dass das Bataillon als Wacheinheit des Ghettos auch an der Deportation im Sommer 1942, im Zeitraum von Juli bis September 1942 beteiligt war.
Ab Oktober 1942 war das Bataillon, nun nicht mehr in Polen eingesetzt, im Einsatzgebiet der Heeresgruppe Nord für die „Partisanenbekämpfung“, der hauptsächlich Zivilisten zum Opfer fielen, und Objektsicherung eingesetzt, wobei auch die jüdische Bevölkerung als „Partisanen“ betrachtet und liquidiert wurde.
Das Reserve-Polizei-Bataillon 61 wurde dem 9. Polizeiregiment unterstellt, welches 1943 das SS-Polizeiregiment 9 wurde. Einsatzorte waren Opotschka, Luga, Michegowo, Idriza, Nowo Selje, Smolensk und Wilna. Hier kam es zum gemeinsamen Einsatz mit der 281. Sicherungs-Division.
Mit dem Reichsführererlass wurden am 20. Juni 1944 das SS-Polizeiregiment 9, dem das Reserve-Polizei-Bataillon 61 unterstellt war, aufgelöst. Die verbleibenden Teile des Reserve-Polizei-Bataillons 61 wurden dem Polizei-Bataillon 305 unterstellt.

## Kommandeure (Auswahl)
- 1939 bis 5. Oktober 1942: Major/Oberstleutnant der Schutzpolizei Friederich Dederky (1892–1944)[26]
- ab 6. Oktober 1942: Major der Schutzpolizei Richard Perling[19]

Kompaniechefs
- 1. Kompanie:
  - Major Walter Nord: September 1939 bis Februar 1941[27]
  - Oberleutnant/Hauptmann Erich Mehr: von Februar 1941 bis Januar 1944 †
- 2. Kompanie:
  - Oberleutnant/Hauptmann Heinrich Fockenbrock: bis April 1941
  - Oberleutnant/Hauptmann Julius Wannenmacher (ehemaliger Führer des 1. Zuges der 1. Kompanie): von April 1941 bis ca. 1943
- 3. Kompanie:
  - Major Hans Kärgel: ab 1939

## Ermittlungen wegen Beteiligung an Kriegsverbrechen und historische Forschung

### Staatsanwaltliche Ermittlungen und Gerichtsverfahren
Nachdem bei den Nürnberger Prozessen höhere Führungsränge der NS-Führung angeklagt, die Verfolgung von Tätern auf nachgeordneten Ebenen der Polizei aber vernachlässigt worden war, führten erste Ermittlungen der Dortmunder Staatsanwaltschaft 1954 zum sogenannten „Ghettoprozess“. Die 19 ehemaligen Angehörigen des Reserve-Polizei-Bataillons 61, die aufgrund der Teilnahme an der Exekution von 110 Juden in Warschau wegen Beihilfe zum Mord angeklagt wurden, wurden in diesem Prozess wegen „erwiesener Unschuld“ freigesprochen. Das Gericht entschied, die Angeklagten hätten nicht anders handeln können, auf sie treffe der sogenannte Befehlsnotstand zu. Hingegen hatte der leitende Oberstaatsanwalt in seiner Anklageschrift die Auffassung vertreten, dass die Berufung der Angeklagten auf Befehlsnotstand haltlos sei, da keine Nötigung durch eine akute Lebensgefahr bestanden habe. Historische Forschungen haben später weitere Belege für diesen Umstand gefunden. Browning beurteilte den von Angehörigen der Polizei-Bataillone behaupteten „Befehlsnotstand“ als Schutzbehauptung. Klemp untermauert diese Bewertung mit dem Hinweis, dass die Zentrale Stelle der Landesjustizverwaltungen zur Aufklärung nationalsozialistischer Verbrechen bis heute keinen Fall gefunden hat, bei dem ein Polizist oder Soldat wegen Verweigerung eines solchen verbrecherischen Befehls während der NS-Zeit zur Rechenschaft gezogen worden wäre. Curilla konnte zeigen, dass die Nichtteilnahme an Erschießungen für Angehörige des Reserve-Polizei-Bataillons 61 nur mit geringen Nachteilen verbunden war. Der Historiker Jan Hendrik Issinger erklärte in seiner 2022 publizierten Studie speziell zu diesem Reserve-Polizei-Bataillon, dass die nach dem Krieg vorgetragene Behauptung ehemaliger Bataillonsangehöriger, sie hätten bei Verweigerung der Teilnahme an Exekutionen um Leib und Leben fürchten müssen, „ein durch nichts zu belegender Mythos“ war, der sich in den Aussagen ehemaliger Mitglieder deutscher Militäreinheiten ständig wiederholte. Tatsächlich, so Issinger, wurde „im Bataillon 61 generell Gewalt nur selten befohlen. Geschah dies doch, gab es mannigfache Möglichkeiten sich freistellen zu lassen.“ Er stimmt Stefan Klemp zu, dass bereits die staatsanwaltschaftlichen Ermittlungsverfahren in der Regel „wenig engagiert und erfolglos“ durchgeführt wurden und dieses Versagen besonders bei den Ermittlungsverfahren gegen das Bataillon 61 festzustellen sei.
Fünf Jahre nach dem sogenannten Ghettoprozess führten die Staatsanwaltschaften Münster und Dortmund in getrennten Verfahren noch einmal Ermittlungen zur Aufklärung von Verbrechen des Bataillons durch. Die Staatsanwaltschaft Münster ermittelte zu Taten in Posen und Umgebung, die schon seit dem Ghettoprozess bekannt waren, und erhob gegen 25 ehemalige Bataillonsangehörige u. a. wegen des Verdachts der „Exekutionen von Polen und Juden“ Anklage. Die Staatsanwaltschaft Dortmund ermittelte gegen einen Bataillonsangehörigen, dem von seinem Stiefvater die Beteiligung am Massenmord in Warschau vorgeworfen wurde. Beide Verfahren führten nicht zu Anklage, sondern wurden eingestellt. So meinten die Ermittler im Dortmunder Folgeverfahren, die Beamten des Polizeibataillons 61 hätten gar keine Morde im Ghetto begehen können, weil ihnen das Betreten des Ghettos verboten gewesen sei, obwohl etwa die Aussage des Hauptangeklagten Erich B. beinhaltete, dass er mit Maschinenpistole ins Ghetto fuhr. Auch das Münsteraner Ermittlungsverfahren erklärte die Exekutionen des Polizeibataillons 61 im Zeitraum September 1939 bis Juni 1940 für nicht rechtswidrig. Die Kritik der Ludwigsburger Zentralen Stelle der Landesjustizverwaltungen zur Aufklärung nationalsozialistischer Verbrechen, die in einem Schreiben vom 31. Mai 1961 an die Staatsanwaltschaft beim Landgericht Münster die Wiederaufnahme der Ermittlungen empfahl, änderte nichts an der Aufrechterhaltung der Einstellungsverfügung. Zwar nahm die seit Oktober 1961 bei der Staatsanwaltschaft Dortmund eingerichtete Zentralstelle im Lande Nordrhein-Westfalen für die Bearbeitung Nationalsozialistischer Massenverbrechen 1995 neue Ermittlungen gegen das Polizeibataillon auf, nachdem eine junge Historikerin auf entsprechende Unterlagen des Polizeihistorikers Alexander Primavesi hingewiesen hatte, doch stellte sie nach einem Gespräch mit Primavesi die Ermittlungen ein, da dieser zu Protokoll gegeben hatte, keine weiteren Erkenntnisse zu Straftaten in den Akten gefunden zu haben.

### Historische Forschung
Die Veröffentlichungen Christopher R. Brownings und Daniel Goldhagens zum Reserve-Polizei-Bataillon 101 regten in den 1990er und 2000er Jahren eine Debatte an („Goldhagen-Debatte“), die für die Erforschung des Einsatzes der NS-Polizei-Bataillone bei den Kriegsverbrechen des nationalsozialistischen Vernichtungskriegs wichtig war. Beide hatten auch das Reserve-Polizei-Bataillon 61 in ihren Studien erwähnt, und zwar dessen Rolle bei der Bewachung des Warschauer Ghettos und ihrer Liquidation von Juden. In der Folge wurde auch das Reserve-Polizei-Bataillon 61 eingehend untersucht, insbesondere in Stefan Klemps 1998 erschienener Studie Freispruch für das Mordbataillon, die sowohl die bislang nicht ausgewerteten Akten der staatsanwaltschaftlichen Ermittlungsverfahren zur historiographischen Darstellung des Tatgeschehens nutzte als auch die mangelnde juristische Aufarbeitung analysierte. Gegen Angehörige des Bataillons waren nach dem Krieg drei verschiedene Ermittlungsverfahren angestrengt worden. Das gemeinsame Merkmal der drei Verfahren war, dass man auf Aussagen von überlebenden Opfern und anderen Zeugen, die nicht dem Bataillon angehörten, verzichtete und sich bei der Bewertung der potentiellen Verbrechen auf Aussagen von Angehörigen des Bataillons oder deren Verwandten und Bekannten verließ.
Jan Hendrik Issinger kritisierte 2022 den theoretischen und methodischen Ansatz von Stefan Klemps Studie. Die Darstellung sei „lückenhaft“ und folge „monokausal“ dem Erklärungsmuster Daniel Goldhagens bzw. dessen Theorie von den „willigen Vollstreckern“. Zudem übe er wohl auch auf Grund des Handbuchcharakters seines Werkes keine Quellenkritik. Issinger betont, dass im Unterschied zu Goldhagens These eine multikausale Gemengelage an Motivationen die Gewalthandlungen von Bataillonsangehörigen möglich gemacht habe. Eine große Rolle hätten dabei opportunistische Motive gespielt. Wichtig sei beispielsweise die Aussicht auf Bevorzugung bei der Urlaubsvergabe oder die Erhöhung der eigenen Karrierechancen gewesen. Wolfgang Curillas Werk bewertet Issinger ebenso wie Klemps Arbeit als „handbuchartige Monografie“. Curilla nehme Aussagen aus Ermittlungsverfahren quasi als Abbild der Realität. Seine Studie sei zwar „nicht unbedingt innovativ“, aber „akkurat erarbeitet“.